# Oberägeri
Oberägeri is een gemeente en plaats in het Zwitserse kanton Zug.

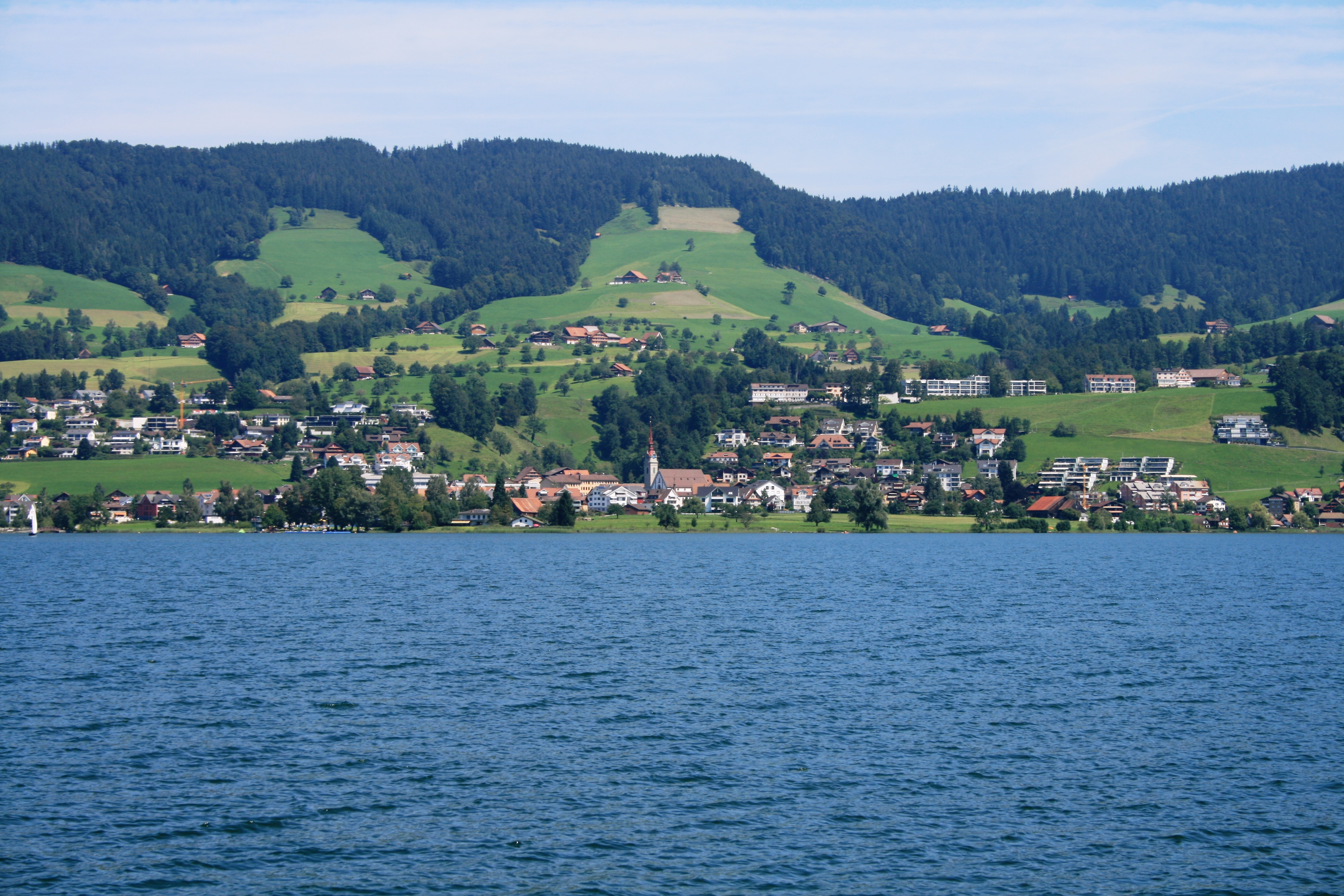
Oberägeri

Oberägeri telt 5056 inwoners.
Baar · Cham · Hünenberg · Menzingen · Neuheim · Oberägeri · Risch-Rotkreuz · Steinhausen · Unterägeri · Walchwil · Zug
- Gemeinsame Normdatei: 4451896-1
- Historisch woordenboek van Zwitserland: 000792
- Nationale Bibliotheek van Tsjechië: xx0165935
- Virtual International Authority File: 244722422
- WorldCat: E39PBJmP3fkRTfkXy3kr7WtkDq